# Andrzej Hałas
Andrzej Hałas (ur. 18 października 1934 w Poznaniu, zm. 17 października 2020 we Wrocławiu) – elektronik, specjalista technologii próżniowych.
Studia na Wydziale Elektrycznym Szkoły Inżynierskiej rozpoczął w Poznaniu; po 5 semestrach wydział ten został przeniesiony na Wydział Łączności Politechniki Wrocławskiej i tutaj też uzyskał w 1957 dyplom; już od 1955 roku pełnił obowiązki zastępcy asystenta.
W latach 1956–1962 był kierownikiem pracowni we Wrocławskim Oddziale Przemysłowego Instytutu Elektroniki; w latach 1968–1977 wicedyrektorem, a od 1977 do 1981 dyrektorem Instytutu Technologii Elektronowej Politechniki Wrocławskiej. Od 1982 do 1987 pełnił obowiązki prorektora Politechniki Wrocławskiej. W 1983 roku nadano mu tytuł profesora nadzwyczajnego, a w 1996 powołano na stanowisko profesora zwyczajnego. W latach 1978–1981 Andrzej Hałas pełnił obowiązki wicedyrektora Centrum Naukowo-Produkcyjnego Unitra-Dolam. Za swoją działalność odznaczony został: Krzyżem Kawalerskim oraz Krzyżem Oficerskim Orderu Odrodzenia Polski, Złotym Krzyżem Zasługi, Medalem Komisji Edukacji Narodowej, Brązowym i Srebrnym Medalem za Zasługi dla Obronności Kraju, Złotą Odznaką Politechniki Wrocławskiej z Brylantem.